# Matrimonio igualitario en Suiza
El matrimonio igualitario en Suiza es legal desde el 1 de julio de 2022, aunque antes de eso, la unión civil en Suiza es legal a nivel federal desde el 1 de enero de 2007. El título oficial de la ley se traduce literalmente como "registro de uniones" (Eingetragene Partnerschaft en alemán, Partenariat enregistré en francés y Associazione registrata en italiano).

## Historia
El 3 de diciembre de 2003, el proyecto de ley fue aprobado en primera instancia por el Consejo Nacional de Suiza por 111 votos a favor y 72 en contra, pasando al Consejo de los Estados en donde fue aprobado el 3 de junio de 2004 con algunas mínimas modificaciones. El Consejo Nacional volvió a aprobar la iniciativa el 10 de junio, pasando así por todos los trámites legislativos de la Asamblea Federal, no obstante, el partido conservador Unión Democrática Federal reunió las firmas necesarias para someter la aprobación final a un referéndum. Por consiguiente, el electorado suizo votó el 5 de junio de 2005 con un 58% de aprobación, entrando la ley en vigor el 1 de enero de 2007. De esta manera, Suiza se convirtió en el primer país del mundo en aprobar una unión del mismo sexo a través de un referéndum.
El 1 de julio del año 2022, Suiza convirtió en ley la unión del mismo sexo, dándole más seguridad a este tipo de uniones civiles.

### Estadísticas
La primera unión civil del país se celebró en el cantón del Tesino de la Suiza Italiana.Entre 2007 y 2015, 8.004 parejas del mismo sexo fueron registradas en Suiza.
| Año  | Parejas femeninas | Parejas masculinas | Total |
| ---- | ----------------- | ------------------ | ----- |
| 2007 | 573               | 1431               | 2004  |
| 2008 | 271               | 660                | 931   |
| 2009 | 284               | 588                | 872   |
| 2010 | 221               | 499                | 720   |
| 2011 | 246               | 426                | 672   |
| 2012 | 267               | 428                | 695   |
| 2013 | 230               | 463                | 693   |
| 2014 | 270               | 450                | 720   |
| 2015 | 259               | 438                | 697   |

## Características
En el referéndum de Suiza de 2005, los ciudadanos suizos votaron con un 58% a favor de la ley de unión civil, garantizando a las parejas homosexuales la mayoría de los derechos para las parejas heterosexuales. Dentro de los beneficios y protecciones legales que fueron equiparadas se encuentran: 
- Modificación del estado civil.
- Vínculos de parentesco.
- Imposición común de impuestos.
- Previsión social.
- Seguros.
- Régimen de sociedad conyugal (comunidad de bienes)
- Usar el mismo apellido o agregar el de la pareja con un guion (desde 2013).

Sólo tres derechos se exceptúan del matrimonio, estos son:
- Adopción homoparental conjunta
- Acceso igualitario a técnicas de reproducción asistida
- Facilitación a la naturalización de una pareja extranjera. Las leyes suizas permiten que los cónyuges extranjeros unidos en matrimonio con ciudadanos suizos adquieran la nacionalidad suiza de una forma más expedita.

Todos los matrimonios entre personas del mismo sexo celebrados en el extranjero son reconocidos como uniones civiles por la legislación suiza.